# 도요하루촌 (아이치현)
도요하루촌(豊治村)은 일본 아이치현 가이토군에 설치되었던 촌이다. 현재의 나고야시 나카가와구의 일부에 해당한다.